# Щеплево
Щеплево — деревня в Смоленской области России, в Ельнинском районе. Население – 1 житель (2007 год)  Расположена в юго-восточной части области в 7 км к юго-западу от города Ельня, в 5 км южнее автодороги Р96 Новоалександровский(А101)- Спас-Деменск — Ельня — Починок, в 5,5 км к западу от автодороги Р137 Сафоново — Рославль. В 8,5 км севернее деревни железнодорожная станция Дёмщино на линии Смоленск - Сухиничи. Входит в состав Леонидовского сельского поселения.

## История
В годы Великой Отечественной войны деревня была местом ожесточённых боёв и дважды была оккупирована гитлеровскими войсками. 1-й раз в июле 1941 года (освобождена в ходе Ельнинской операции), 2-й раз в октябре 1941 года (освобождена в ходе Ельнинско-Дорогобужской операции в 1943 году).,.

## Экономика
Фермерское хозяйство Щеплево .